# Wasserstraße 36 (Stralsund)

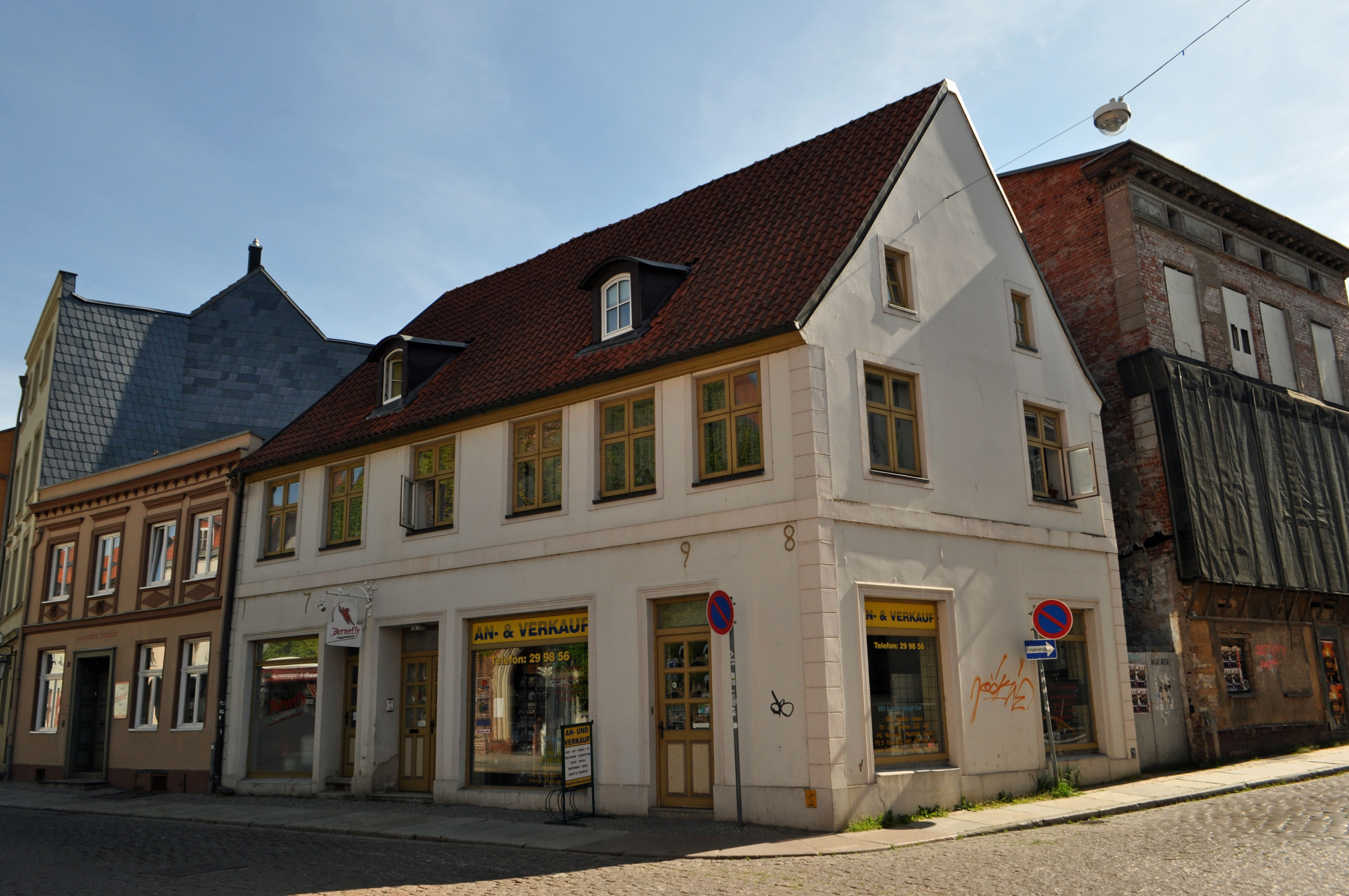
Das Haus Wasserstraße 36 in Stralsund (2013)

Das Gebäude mit der postalischen Adresse Wasserstraße 36 ist ein denkmalgeschütztes Bauwerk in der Wasserstraße in Stralsund, an der Ecke zur Frankenstraße.
Der zweigeschossige Putzbau wurde im Jahr 1798 errichtet. Das Gebäude wurde mehrfach verändert, besonders im Erdgeschoss.
Die Gebäudeecke ist genutet, ein Putzband trennt die Geschosse.
Das Haus liegt im Kerngebiet des von der UNESCO als Weltkulturerbe anerkannten Stadtgebietes des Kulturgutes „Historische Altstädte Stralsund und Wismar“. In die Liste der Baudenkmale in Stralsund ist es mit der Nummer 778 eingetragen.